# Deutsche Bank Building
Das Deutsche Bank Building war ein Wolkenkratzer im Stadtbezirk Manhattan in New York City. Es befand sich in Lower Manhattan im Financial District zwischen der Albany Street und der Liberty Street gegenüber dem World Trade Center und hatte die Adresse 130 Liberty Street.
Das 158 Meter hohe Bürogebäude wurde für die Bankers Trust Company vom Architekturbüro Peterson & Brickbauer in Zusammenarbeit mit Shreve, Lamb and Harmon, bekannt vor allem durch das Empire State Building, entworfen. Es wurde im Jahr 1974 als 1 Bankers Trust Plaza eröffnet. Seit 1996 war es Sitz der durch Bankers Trust übernommenen Merchantbank BT Alex. Brown.
Das Gebäude ging durch die 1999 vollzogene Übernahme der Bankers Trust ins Eigentum der Deutschen Bank über. Das Deutsche Bank Building wurde bei den Terroranschlägen am 11. September 2001 so schwer beschädigt, dass nach anfangs durchgeführten Stabilisierungs- und Aufräumarbeiten der Abriss beschlossen wurde. Der Abriss war 2011 abgeschlossen.
Eine Neubebauung des Grundstücks mit dem Hochhaus 5 World Trade Center ist für die 2020er Jahre geplant. An der Nordseite zur Liberty Street befindet sich der 2016 eröffnete Liberty Park mit der neuen St. Nicholas Greek Orthodox Church. Der amerikanische Hauptsitz der Deutschen Bank befand sich ab 2001 im Gebäude 60 Wall Street und ist seit 2021 in Midtown Manhattan im Deutsche Bank Center ansässig.

## 11. September 2001 und dessen Folgen

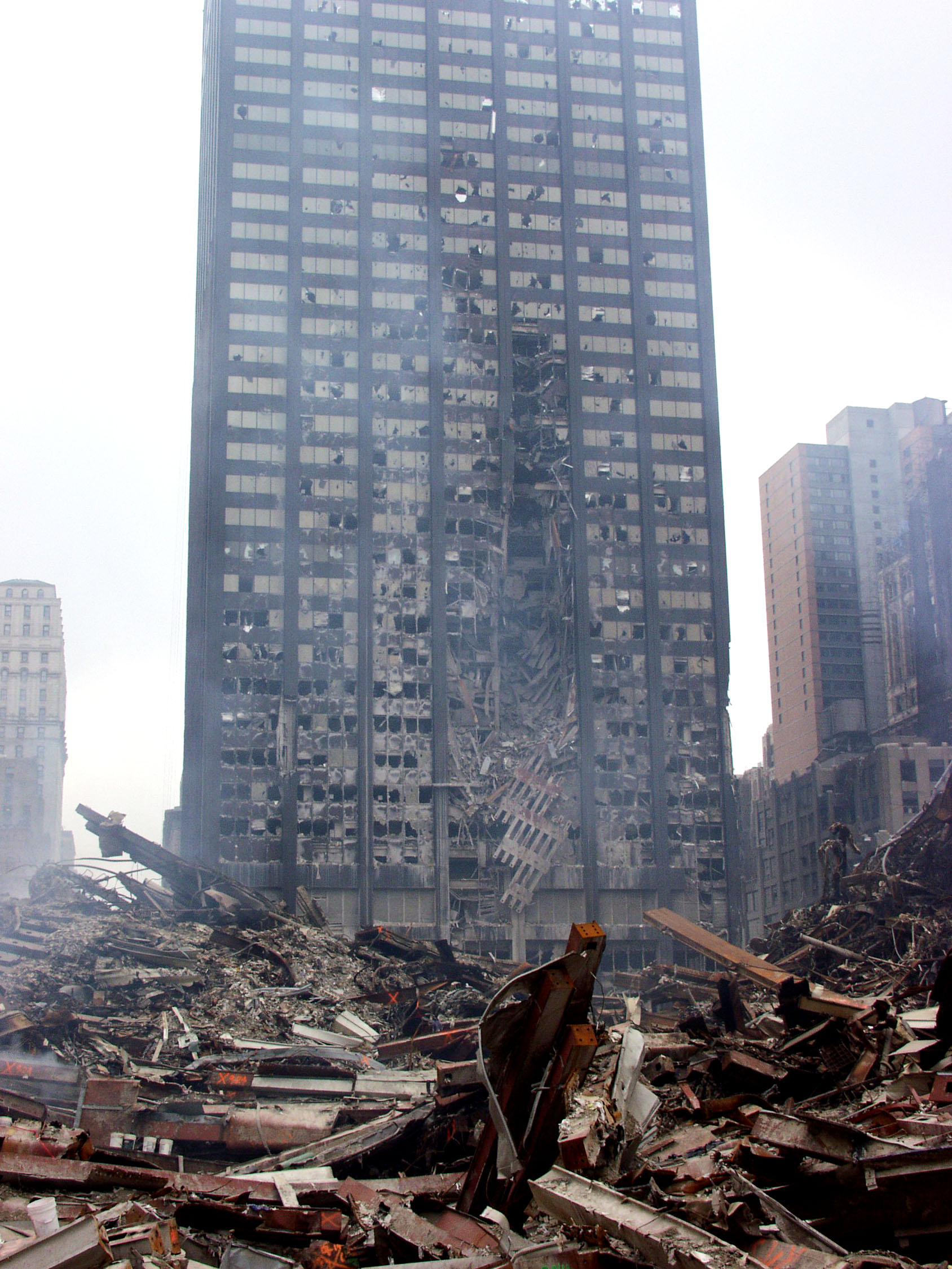
Beschädigungen durch den Zusammensturz von WTC 2 auf einer Höhe von 24 Stockwerken

Der Zusammenbruch des südlichen Turms des gegenüberliegenden World Trade Centers während der Terroranschläge am 11. September 2001 zerstörte Teile der Fassade über 24 Stockwerke und das gesamte Innere des Gebäudes. Ein Mitarbeiter der Bank starb vermutlich in dem Gebäude, ein anderer im World Trade Center. Mehrere kleinere Brände konnten gelöscht werden.
In den Folgemonaten wurde die Fassade mit einem Netz überspannt und mit Reparaturarbeiten begonnen, die aber auf Grund des Umfangs der Zerstörungen aufgegeben wurden.
Ein 2003 für die Deutsche Bank erstelltes Gutachten wies auf vorgefundenes Asbest, Blei, Quecksilber, Dioxine, Polychlorierte Biphenyle (PCB), Polycyclische aromatische Kohlenwasserstoffe (PAK) und den schadstoffbelasteten Staub des eingestürzten World Trade Centers hin. Im September 2005 wurden menschliche Überreste auf dem Dach gefunden, im März 2006 fanden Bauarbeiter, die das Gebäude von Giftmüll befreiten, zudem mehrere Knochenstücke. Dies veranlasste Angehörige der Opfer zur weiteren Suche nach menschlichen Überresten in Zusammenarbeit mit Forensikern. Zwischen dem 7. und dem 14. April desselben Jahres entdeckte man mehr als 300 menschliche Knochenfragmente im Kies des Dachs.
Das Gebäude wurde nach langem Versicherungsstreit schließlich phasenweise abgetragen. Diese Arbeiten wurden im Januar 2011 abgeschlossen. Damit ist es nach dem JP Morgan World Headquarters und dem Singer Building das dritthöchste abgerissene Gebäude in New York und eines der höchsten nicht mehr bestehenden Gebäude weltweit.

## Brand beim Abriss

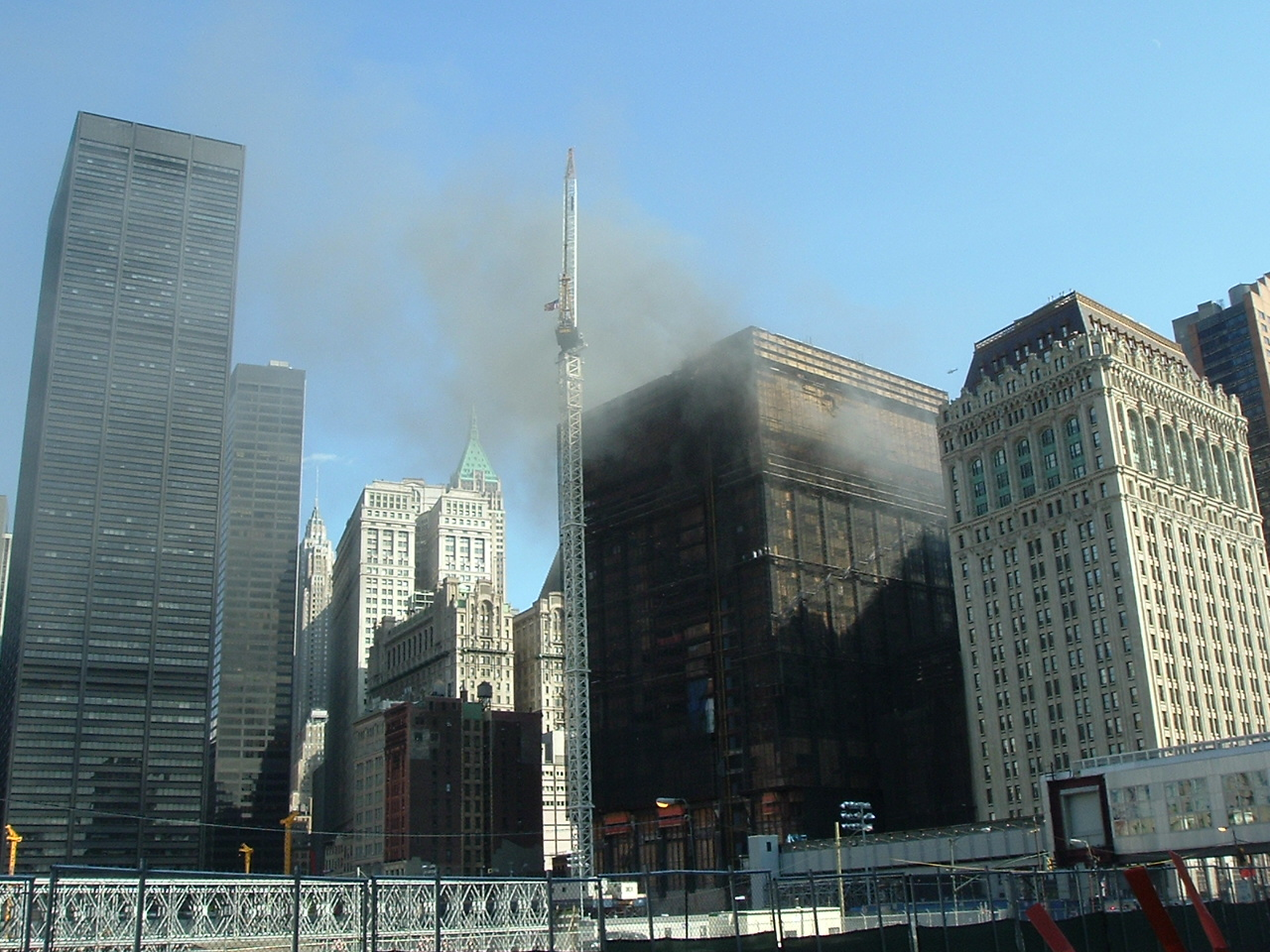
Blick schräg über das leere World-Trade-Center-Gelände auf das brennende Deutsche Bank Building. Links im Bild One Liberty Plaza, rechts 90 West Street.

In der Abrissphase kam es am 18. August 2007 zu einem Großbrand, bei dessen Bekämpfung zwei Feuerwehrleute ums Leben kamen und 115 weitere bei einer Reihe von gleichzeitigen Atemschutzunfällen Verletzungen erlitten. Das Feuer brach in der 17. Etage an einer Luftschleuse aus. Als Ursache wurde eine weggeworfene Zigarette ermittelt. Der Brand weitete sich über mehrere Geschosse aus. Die Brandbekämpfung war aufgrund von als labyrinthartig beschriebenen Gegebenheiten auf der Baustelle und von widerrechtlich unterbrochenen Steigleitungen sehr schwierig.
Von ursprünglich 41 waren zu dem Zeitpunkt noch 26 Geschosse vorhanden. Sie waren entkernt und mit Holz- und Kunststoffkonstruktionen staubdicht abgeteilt, durch Luftfilteranlagen wurde im Inneren ein Unterdruck aufrechterhalten. Die Asbestentfernung und der Abriss erfolgten in direkt aufeinander folgenden Arbeitsschritten, was als unsichere Vorgehensweise kritisiert wurde. Die Baustellenerschließung erfolgte über außen installierte Aufzüge und Treppen, weil die ursprünglichen Aufzugschächte und Treppenhäuser auf jedem Geschoss überdeckelt waren.

## Zukunft
An Stelle des Deutsche Bank Building sollte als neue Hauptverwaltung der JPMorgan Chase Group nach Planungen von Kohn Pedersen Fox das 226 m hohe 130 Liberty Street errichtet werden. Das Vorhaben wurde nicht verwirklicht, da JPMorgan Chase im Zuge der Finanzkrise ab 2007 das Bear Stearns Headquarters, 383 Madison Avenue, übernahm.
Mittlerweile wurde das Projekt wiederum mit Kohn Pedersen Fox als 5 World Trade Center überarbeitet. Der Turm soll nun Stand 2021 274 m hoch werden, wobei man von einem Baubeginn im Jahre 2023[veraltet] ausgeht.